# I.T

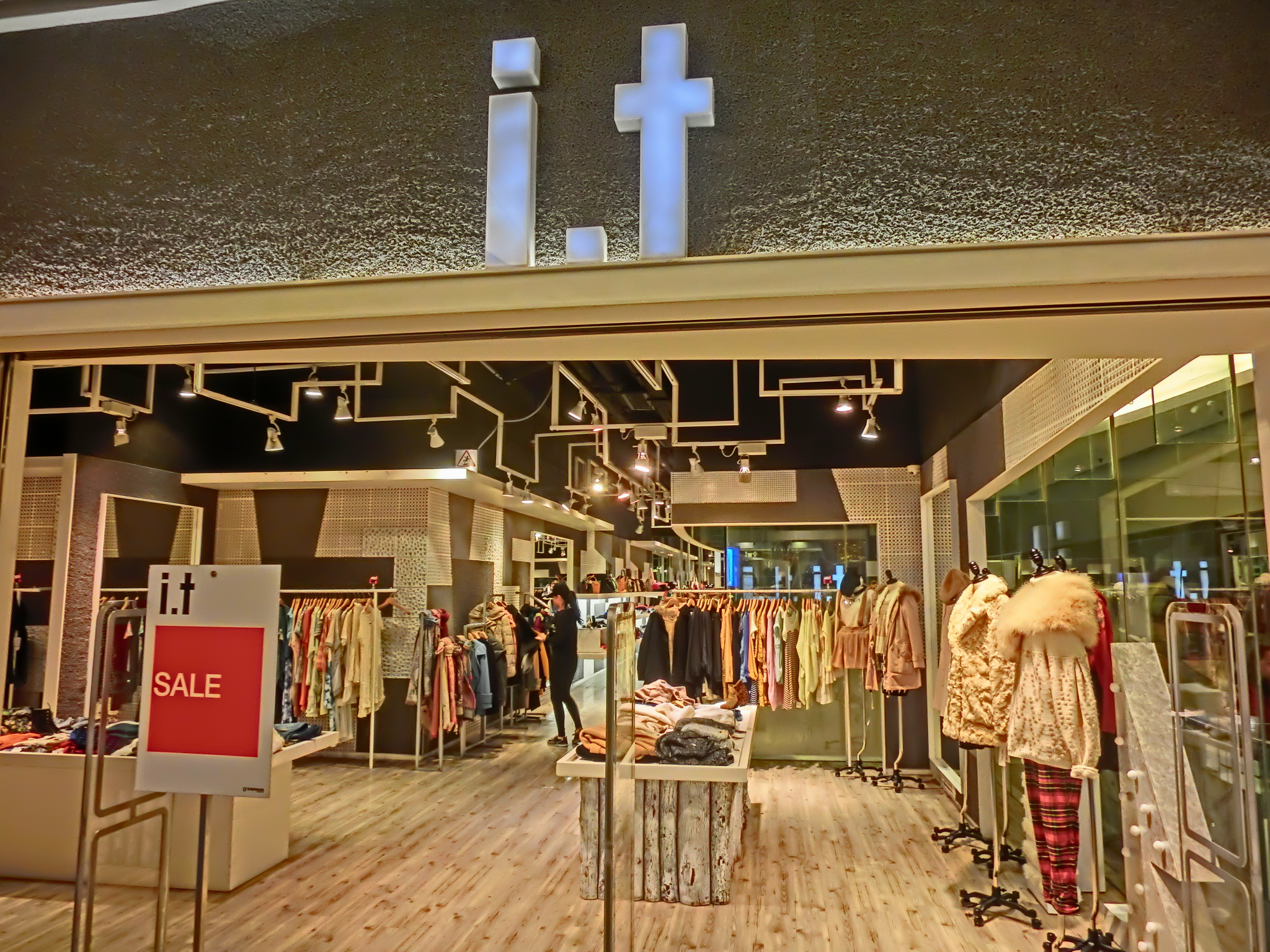
Sklep I.T w galerii apm w Hongkongu

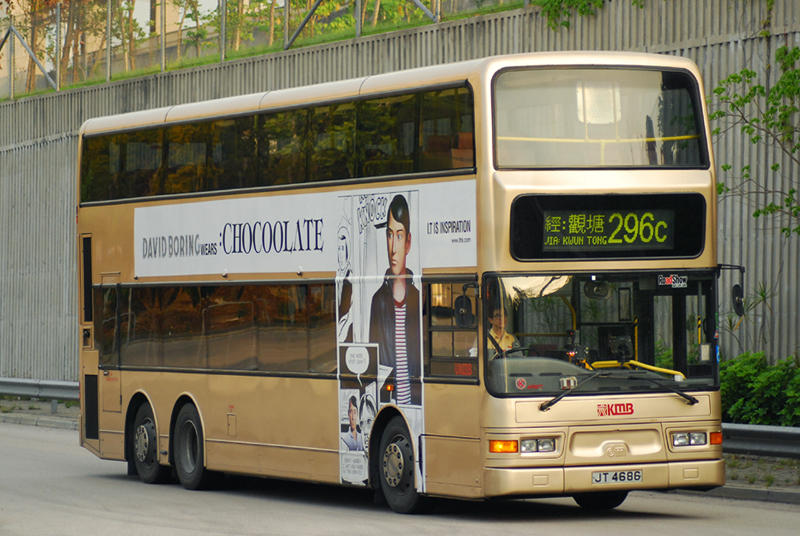
Autobus z reklamą I.T

I.T – konglomerat modowo-inwestycyjny z Hongkongu, został założony w listopadzie 1988 r. Jest właścicielem wielu marek z Hongkongu, a także dystrybuuje europejskie i japońskie marki, takie jak French Connection i A Bathing Ape.

## Posiadane marki

### Marki własne[2]
- 5cm
- b+ab
- Izzue.com
- CHOCOOLATE
- tout a coup
- A Bathing Ape[3]
- fingercroxx
- Venilla Suite
- CAMPER

### Licencjonowane marki[2]
- X-Large
- Hyoma
- as known as de Rue
- MLB